# 1. divisjon 1999 (football americano)
La 1. divisjon 1999 è la 14ª edizione del campionato di football americano di primo livello, organizzato dalla NAIF.

## Squadre partecipanti
| Club                 | Città     | Stadio | Sponsor ufficiale | Risultato nella stagione 1998 |
| -------------------- | --------- | ------ | ----------------- | ----------------------------- |
| Eidsvoll 1814's      | Eidsvoll  |        |                   |                               |
| NTNUI Nidaros Domers | Trondheim |        |                   |                               |
| Oslo Vikings         | Oslo      |        |                   |                               |
| Vålerenga Trolls     | Oslo      |        |                   |                               |

## Stagione regolare

### Calendario

#### 1ª giornata
| 8 maggio 1999 | Vålerenga Trolls | 25 – 8 (0-0 6-2 12-6 7-0) | NTNUI Nidaros Domers |  |

| 8 maggio 1999 | Oslo Vikings | 33 – 0 | Eidsvoll 1814's |  |

#### 2ª giornata
| 22 maggio 1999 | NTNUI Nidaros Domers | 0 – 66 | Oslo Vikings |  |

| Oslo 22 maggio 1999 | Vålerenga Trolls | 0 – 49 | Eidsvoll 1814's | Jordal Idrettspark |

#### 3ª giornata
| Eidsvoll 29 maggio 1999 | Eidsvoll 1814's | 49 – 0 (7-0 28-0 7-0 7-0) | NTNUI Nidaros Domers | Bøn |

#### 4ª giornata
| 5 giugno 1999 | NTNUI Nidaros Domers | 0 – 10 (0-0 0-7 0-0 0-3) | Vålerenga Trolls |  |

#### 5ª giornata
| 13 giugno 1999 | Vålerenga Trolls | 0 – 57 | Oslo Vikings |  |

#### 6ª giornata
| 19 giugno 1999 | Oslo Vikings | 79 – 0 | NTNUI Nidaros Domers |  |

| 19 giugno 1999 | Eidsvoll 1814's | 22 – 0 | Vålerenga Trolls |  |

#### 7ª giornata
| 26 giugno 1999 | NTNUI Nidaros Domers | 15 – 53 | Eidsvoll 1814's |  |

| 26 giugno 1999 | Oslo Vikings | 65 – 7 | Vålerenga Trolls |  |

#### 8ª giornata
| 3 luglio 1999 | Eidsvoll 1814's | 6 – 39 | Oslo Vikings |  |

### Classifica
La classifica della regular season è la seguente:
- PCT = percentuale di vittorie, G = partite giocate, V = partite vinte,  P = partite perse, PF = punti fatti, PS = punti subiti

| Pos. | Squadra              | PCT   | G | V | N | P | PF  | PS  |
| ---- | -------------------- | ----- | - | - | - | - | --- | --- |
| 1    | Oslo Vikings         | 1.000 | 6 | 6 | 0 | 0 | 339 | 13  |
| 2    | Eidsvoll 1814's      | .667  | 6 | 4 | 0 | 2 | 184 | 87  |
| 3    | Vålerenga Trolls     | .333  | 6 | 2 | 0 | 4 | 42  | 201 |
| 4    | NTNUI Nidaros Domers | .000  | 6 | 0 | 0 | 6 | 23  | 287 |

## Playoff

### Tabellone
|  | Wild Card | Wild Card      | Wild Card |  |  | Semifinali | Semifinali       | Semifinali |  |  | XIV NM-Finale | XIV NM-Finale   | XIV NM-Finale |
|  |           |                |           |  |  |            |                  |            |  |  |               |                 |               |
|  |           |                |           |  |  | 1          | Oslo Vikings     | 57         |  |  |               |                 |               |
|  | 1D2V      | Sandnes Oilers | 49        |  |  | 1D2V       | Sandnes Oilers   | 0          |  |  |               |                 |               |
|  | 1D2O      | Hamar Ruins    | 0         |  |  |            |                  |            |  |  | 1             | Oslo Vikings    | 28            |
|  |           |                |           |  |  |            |                  |            |  |  | 2             | Eidsvoll 1814's | 14            |
|  |           |                |           |  |  | 3          | Vålerenga Trolls | 6          |  |  |               |                 |               |
|  |           |                |           |  |  | 2          | Eidsvoll 1814's  | 23         |  |  |               |                 |               |

### Wild Card
| 3 luglio 1999 | Sandnes Oilers | 49 – 0 | Hamar Ruins |  |

### Semifinali
| 21 agosto 1999 | Eidsvoll 1814's | 23 – 6 (10-0 7-6 0-0 6-0) | Vålerenga Trolls |  |

| Oslo 21 agosto 1999 | Oslo Vikings | 57 – 0 | Sandnes Oilers |  |

### XIV NM Finale
| 28 agosto 1999 | Oslo Vikings | 28 – 14 (0-7 7-0 13-0 8-7) | Eidsvoll 1814's |  |

## Verdetti
- Oslo Vikings Campioni della Norvegia 1999